# Antonio de Ulloa

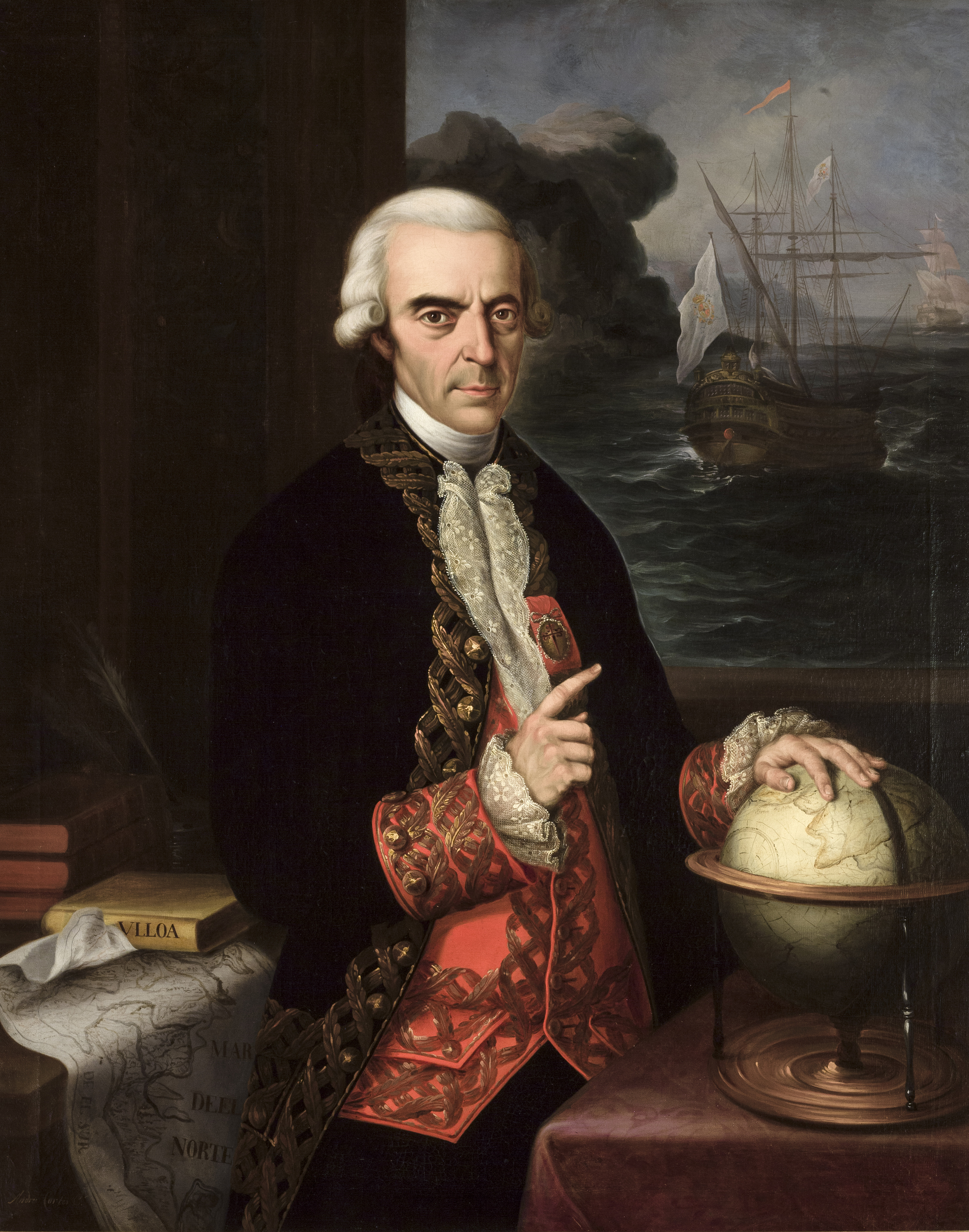
Antonio de Ulloa

Büste von Antonio de Ulloa

Antonio de Ulloa y Torre-Guiral (* 12. Januar 1716 in Sevilla, Spanien; † 5. Juli 1795 auf der Isla de León bei Cádiz) war ein spanischer Gelehrter und Admiral.

## Leben und Wirken
De Ulloa studierte Mathematik am Colégio Mayor de Santo Tomás. Mit 14 Jahren unternahm er seine erste Seereise von Cadiz aus nach Porto Bello und Havana auf Kuba, die Reise war aber bald darauf wegen Sturmschäden zu Ende. 
Er nahm an der großen französischen Expedition zur Längenmessung eines Breitengrades (siehe Hauptartikel Gradmessung und Meridianbogen) unter dem Äquator (realisiert 1735–1741) im damaligen Vizekönigreich Neugranada teil. Die Expedition im Auftrag König Ludwig XV. stand unter der Führung von Louis Godin. Weitere Teilnehmer waren La Condamine und Pierre Bouguer sowie später der spanische Offizier Jorge Juan. Nach den astronomischen Beobachtungen in Quito segelte er auf einem französischen Schiff zurück, das bei Louisburg (Nova Scotia) von den Engländern aufgebracht wurde. De Ulloa wurde von den Engländern sehr höflich behandelt und nach London gebracht, wo er viele Mitglieder der Royal Society, zu deren Fellow er 1746 gewählt wurde, traf. Auch seine Aufzeichnungen erhielt er von der Admiralität zurück mit den Worten, sie wären nicht mit Kunst und Wissenschaft und ihren Professoren im Krieg. 1746 kehrte er nach Spanien zurück und bereitete in Madrid die Veröffentlichung seines Reiseberichts vor. Er unternahm eine ausgedehnte Studienreise in Europa und reorganisierte dann in Spanien die Medizinerausbildung, gründete Textilmanufakturen und entwickelte den Quecksilber-Bergbau in Almadén. Ab 1758 überwachte er in Peru die Quecksilber-Bergwerke in Huancavelica. 
1762 übergaben die Franzosen im Geheimvertrag von Fontainebleau Louisiana an Spanien und von 1766 bis 1768 war de Ulloa der erste spanische Gouverneur von Spanisch-Louisiana in New Orleans. Dort heiratete er auch seine aus Peru stammende Frau. Da er dies allerdings ohne viel Zeremonie auf einem Schiff in der Mississippi-Mündung tat, trug das zur Kritik an ihm bei (wie auch sein wenig der Repräsentation zugeneigte nüchterne Charakter und längere Abwesenheiten und Vernachlässigung seiner Amtspflichten zugunsten der Wissenschaft), so dass er nach zwei Jahren abgelöst wurde. 
Von ihm stammt eine der frühesten Beschreibungen von Platinmetall. Er demonstrierte in Spanien mit einem aus England mitgebrachten Mikroskop die Blutzirkulation in Fischen und er brachte Kenntnisse von Elektrizität und Magnetismus sowie von Fortschritten der Drucktechnik nach Spanien.

## Ehrungen
Nach De Ulloa ist die Pflanzengattung Ulloa Pers. benannt. Die Gattung Juanulloa Ruiz & Pav. ehrt Jorge Juan und Antonio de Ulloa. Beide Gattungen gehören zur Familie der Nachtschattengewächse (Solanaceae).

## Werke (Auswahl)
- (mit Jorge Juan) Relación histórica del viage a la América Meridional hecho de orden de S.M. para medir algunos grados de meridiano terrestre y venir por ellos en conocimiento de la verdadera figura y magnitud de la Tierra, con otras observaciones astronomicas y phisicas. Madrid, por Antonio Marin, 1748
- Noticias americanas: entretenimientos físico-históricos sobre la América meridional, y la septentrional oriental: comparación general de los territorios, climas y producciones en las tres especies vegetal, animal y mineral, Madrid 1772
- Observación en el mar de un eclipse de sol, 1778
- „Observation de l’Eclipse de Soleil totale avec Retention & annulaire faite le 24 juin 1778 sur le vaisseau l’Espagne, commandant l’Escadre de la Flotte de la Nouvelle Espagne, en faisant le trajet des Iles Terceres vers le Cap St. Vincent“, in: Histoire de l’Académie Royale des Sciences et des Belles-Lettres [Berlin] 1778, S. 30–35.
- Conversaciones de Ulloa con sus tres hijos en servicio de la Marina, 1795.

Zusammen mit Jorge Juan:
- Relación histórica del viaje hecho de orden de su Majestad a la América Meridional, Madrid 1748.
- Noticias Secretas de América, sobre el estado naval, militar y político del Perú y provincia de Quito, Madrid 1748. Vertrauliches Manuskript, das unter diesem Titel 1826 in London veröffentlicht wurde.